# Reichenows widavink
De Reichenows widavink (Euplectes psammocromius) is een zangvogel uit de familie Ploceidae (Wevers).

## Verspreiding en leefgebied
Deze soort komt voor in het oostelijke deel van Centraal-Afrika.